# オウギアイサ

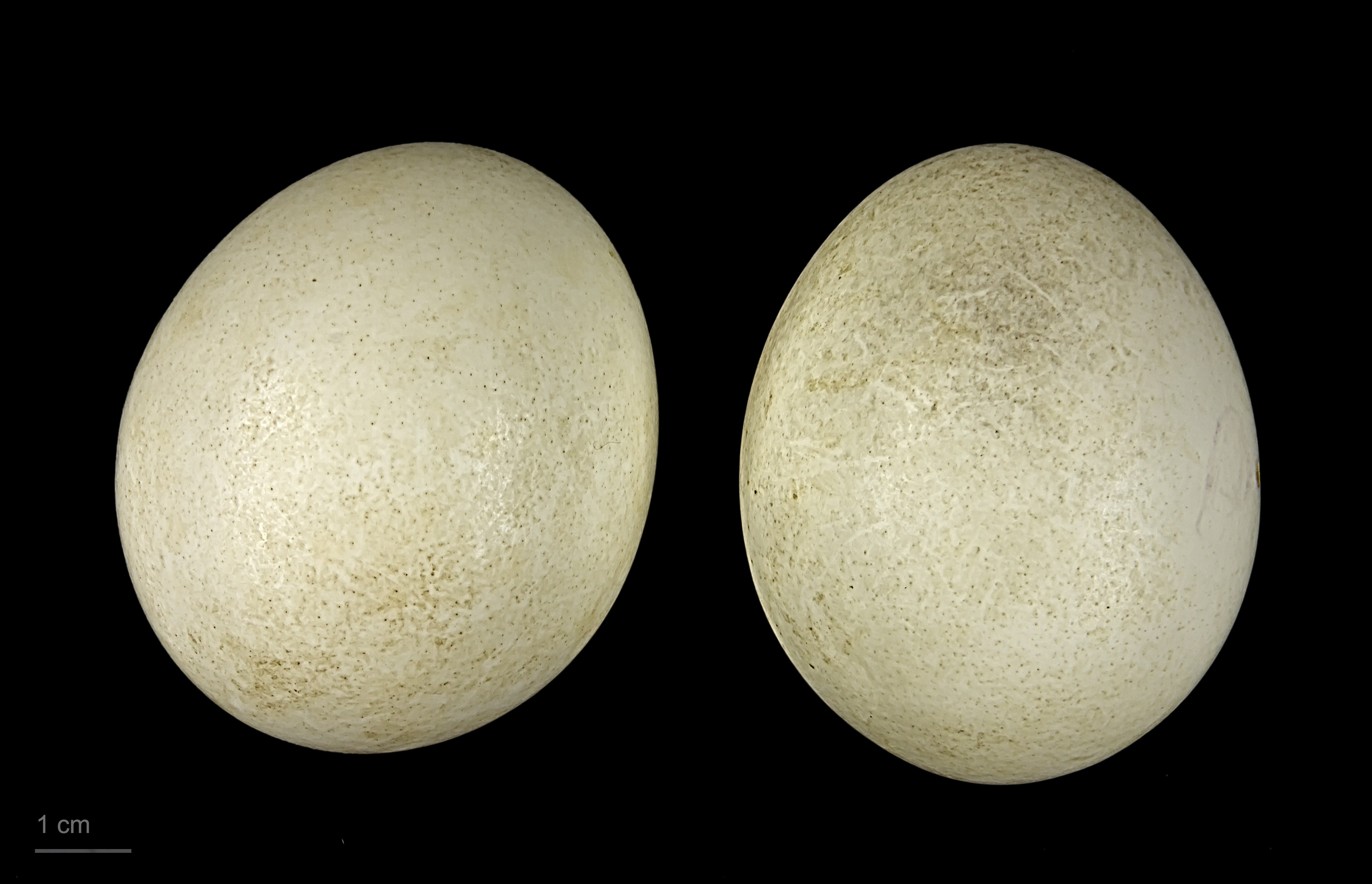
Lophodytes cucullatus

オウギアイサ （扇秋沙、学名：Lophodytes cucullatus）は、カモ目カモ科に分類される鳥類の一種である。学名についてはMergus cucullatus とする書籍もある。

## 分布
アメリカ北西部と、カナダ南部から北アメリカ北東部で繁殖する。冬季はカリフォルニア西部やアメリカ南部に渡り越冬するが、アメリカ北西部に生息するものの中には越夏するものもいる。
日本では迷鳥として、1997年に北海道で雄が1羽記録されただけである。

## 形態
全長約46cm。雌雄とも、額が垂直に切り立っていて、後頭部に扇を開いたような短い冠羽がある（これが和名の由来である）。雄は頭部から頸、背中にかけてが黒い。眼の後方に、大きく白い斑がありよく目立つ。体の下面は白い。雌は全体に暗い灰褐色で、頭部は褐色である。頭部のふくらみは雄と比べて小さい。

## 生態
湖沼や沿岸、内湾に生息する。
潜水して魚類を捕食する。